# 佐藤剛男
佐藤 剛男（さとう たつお、1937年7月16日 - 2013年1月23日）は、日本の通産官僚、政治家、弁護士（登録番号：32402）。位階は従三位。勲等は旭日大綬章。
衆議院議員（5期）、内閣府副大臣、内閣総理大臣補佐官（行政改革の推進に関する施策担当）、法務副大臣などを歴任した。

## 来歴・人物
福島県福島市生まれ。近未来政治研究会に所属し、自由民主党の国際局長や衆議院の北朝鮮による日本人拉致問題等に関する特別委員会理事などを務めた。
第1次小泉第2次改造内閣にて内閣府副大臣（規制改革、構造改革特区、防災担当）に就任するとともに、内閣総理大臣補佐官（行政改革の推進に関する施策担当）を兼任した。第2次小泉内閣でも内閣府副大臣に再び就任し、内閣総理大臣補佐官（行政改革の推進に関する施策担当）にも再度任命された。その後、内閣改造にともない内閣府副大臣を退任した。また、内閣総理大臣補佐官（行政改革の推進に関する施策担当）は第2次小泉改造内閣が成立したのちに退任した。福田康夫改造内閣では法務副大臣に就任した。
2013年1月23日に肺炎のため死去。75歳没。

## 政策
- 選択的夫婦別姓制度導入に賛同。「この問題につきましては、私は、自民党の中で、いろいろな意見集約に必要なる需要があればそれにこたえるのが、五％であれ一〇％であれこたえるのが立法の仕事であるだろう、政治家の仕事であるだろうという認識のもとで努力している者の一人でございます。」と述べていた[3]。

## 略歴
- 1944年 - 福島市立平野小学校入学、その後都立日比谷高校を経て、
- 1961年 - 東京大学法学部第1類（私法コース）卒業後[1]、通商産業省入省。同期に内藤正久、植松敏ら。
- 1987年12月 - 中小企業庁小規模企業部長にて通産省を退官。
- 1990年 - 第39回衆議院議員総選挙で旧福島1区から無所属で出馬、落選。
- 1993年 - 第40回衆議院議員総選挙で旧福島1区から自民党公認で出馬、4位当選。
- 1996年 - 第41回衆議院議員総選挙で福島1区（小選挙区）から出馬し、石原健太郎らを破り再選。
- 2000年 - 第42回衆議院議員総選挙で福島1区から出馬し、亀岡偉民、木幡弘道、石原健太郎らを破り3選。
- 2003年9月 - 内閣府副大臣に就任。
- 2003年11月 - 第43回衆議院議員総選挙では、福島1区から出馬し、亀岡偉民に僅差で4選。
- 2005年2月 - 弁護士登録（東京弁護士会。弁護士法改正により司法試験合格者は司法修習未修了でも国会議員在職5年と100時間の研修経て弁護士登録可能となったため。相澤英之、津島雄二、浜田卓二郎、原田義昭と共に、この制度の第1号活用者）
- 2005年9月 - 第44回衆議院議員総選挙では候補者調整の結果、亀岡偉民に小選挙区を譲り、比例代表東北ブロックから出馬し5選。
- 2008年8月 - 福田康夫内閣改造内閣にて法務副大臣に就任。
- 2008年9月28日 - 福島市で開かれた連合後援会1区拡大役員会で、次期総選挙には立候補せず、政界を引退することを表明した。
- 2009年7月21日 - 衆議院解散に伴い政界を引退。11月3日、秋の叙勲において旭日大綬章を受章[4]。
- 2013年1月23日 - 肺炎のため死去。没後、従三位に叙される[5]。

## 所属団体・議員連盟
- 神道政治連盟国会議員懇談会
- 日韓議員連盟